# Bernard van Orley
Bernard van Orley (Bruselas, entre 1487 y 1491 – Bruselas, 6 de enero de 1541), también llamado Barend van Orley, Bernaert van Orley o Barend van Brussel fue un destacado pintor y dibujante del Renacimiento nórdico, y también un diseñador de cartones para tapices y vidrieras.

## Biografía
Su familia provenía de Luxemburgo. Su rama familiar se trasladó al Ducado de Brabante, donde nació su padre Valentin van Orley (h. 1466 - Bruselas, 1532). Tanto Bernard como su hermano Everard (que también se convertiría en pintor) nacieron en Bruselas. En 1512 Bernard van Orley se casó con Agnes Seghers. En 1539, poco después de que ella muriera, Van Orley se casó con Catherina Helluick. Tuvieron en total seis hijos. Sus cuatro chicos siguieron los pasos del padre y se convirtieron igualmente en pintores.
A veces se ha señalado que Bernard van Orley acabó su formación artística en Roma en el taller de Rafael, pero no hay fuentes que lo prueben. Lo más probable es que se formase en el taller de su padre. Bernard van Orley conoció el estilo renacentista a partir de grabados y una serie de cartones para tapices de Rafael sobre los Hechos de los Apóstoles, que estaban en Bruselas entre 1516 y 1520, de los que se iban a hacer tapices con lana para el Papa León X por Pieter van Aalst.

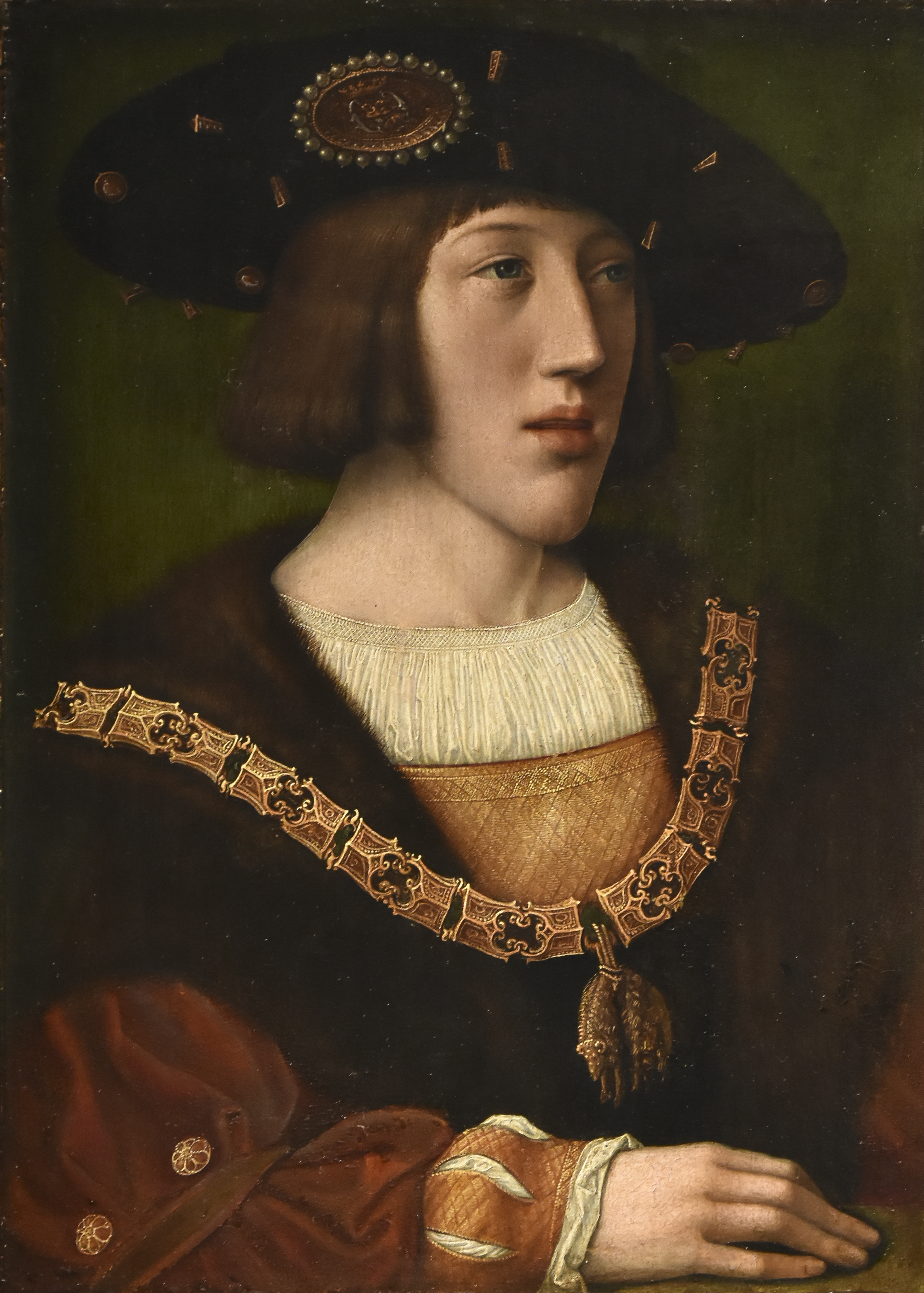
Retrato de Carlos V (Louvre de París).

Desde 1515 en adelante, junto con su taller, realizó muchos encargos de retratos, incluyendo varios de la familia real y de gente relacionada con la corte. En 1516 pintó siete retratos de Carlos V, quien se acababa de convertir en rey de España, y a su hermano Fernando, más tarde rey de Hungría, y sus cuatro hermanas.
Una copia de la Sábana Santa de Turín, realizada en 1516, se atribuye normalmente a Alberto Durero, pero a veces también se señala la posible autoría de Bernard van Orley.
Para el año 1517 fue reconocido maestro por el gremio de pintores de Amberes. El 23 de mayo de 1518, fue nombrado pintor oficial de la corte de la regente de los Países Bajos, Margarita de Austria, reemplazando a Jacopo d'Barbari.
En este cargo, se convirtió en líder de un importante taller, haciendo de él uno de los primeros artistas empresarios del Norte de Europa. En este taller produjo pinturas y, especialmente después de 1525, se hizo un destacado diseñador de cartones para tapices y vidrieras. 
Cuando Alberto Durero visitó los Países Bajos en 1520 para presenciar la coronación del nuevo emperador, Carlos V, llamó a Barend van Orley aduladoramente, «el Rafael de los Países Bajos». Durero, que permaneció como invitado en la casa de Bernard van Orley entre el 27 de agosto y el 2 de septiembre de 1520, lo retrató en un dibujo conservado ahora en el Museo del Louvre de París .
Mantuvo el puesto de pintor de corte hasta 1527 cuando cayó en desgracia, junto a su familia y otros artistas, por sus simpatías protestantes. La familia van Orley abandonó Bruselas y se estableció en Amberes. Cinco años más tarde, cuando fue reinstalado en el puesto por la nueva regente de los Países Bajos, María de Austria, volvió a Bruselas. Después de su muerte en 1541, le sucedió como pintor de la corte su alumno Michael Coxcie.

## Estilo

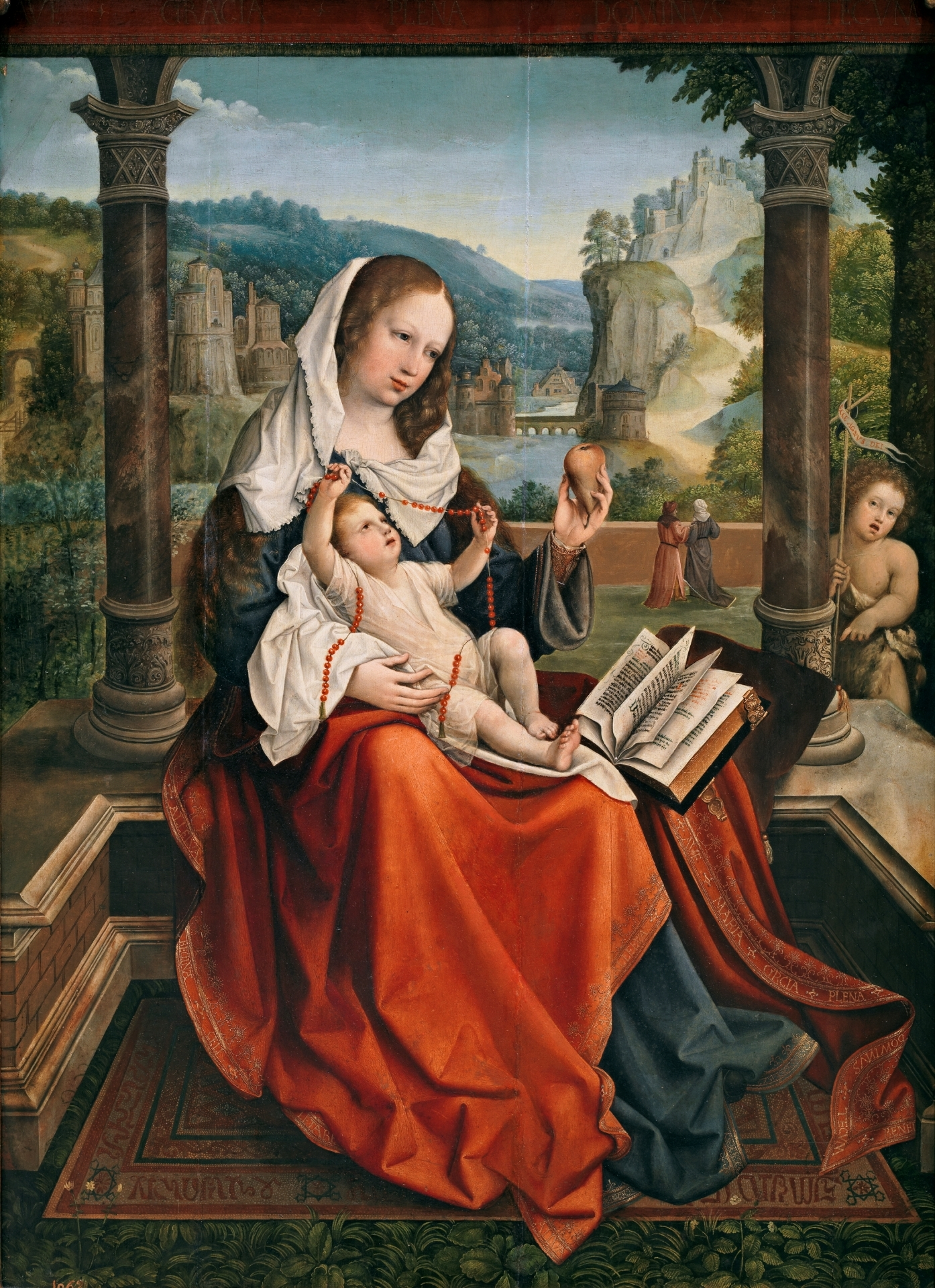
La Virgen con el Niño y San Juanito, c. 1516, Museo del Prado

En sus primeras obras siguió la tradición de Jan van Eyck, Rogier van der Weyden y sus seguidores, pero luego, gradualmente, fue integrando los motivos italianizantes del Renacimiento, y representando tipos de figuras y la relación espacial que puede encontrarse en las obras de Rafael. En algunos cuadros, como la Pietà del tríptico Haneton, se puede apreciar el arcaizante fondo de oro, pintado en un estilo muy personal con influencias de los primitivos flamentos y Alberto Durero. Junto a esto, pueden apreciarse características renacentistas, como el hecho de que es, con Jan Gossaert, uno de los primeros flamencos en presentar figuras de poderosa musculatura.
Sus retratos eran sutiles y pensativos, como puede verse en los de Carlos V y Margarita de Austria. Normalmente representa a sus modelos sentados, en posición estática, con los rostros inexpresivos sin mucha hondura psicológica ni sentimientos. Su taller produjo varias copias de estos retratos, especialmente el retrato de Carlos V. Eran entregados como ofrenda a visitantes o cortesanos.
Junto a Jan Gossaert y Quentin Massys, Bernard van Orley está considerado como uno de los destacados innovadores de la pintura flamenca del siglo XVI, al adoptar el estilo y la manera del Renacimiento italiano. Sus cuadros se ejecutaban con gran cuidado por los pequeños detalles y destacan por sus colores brillantes.

## Obras destacadas

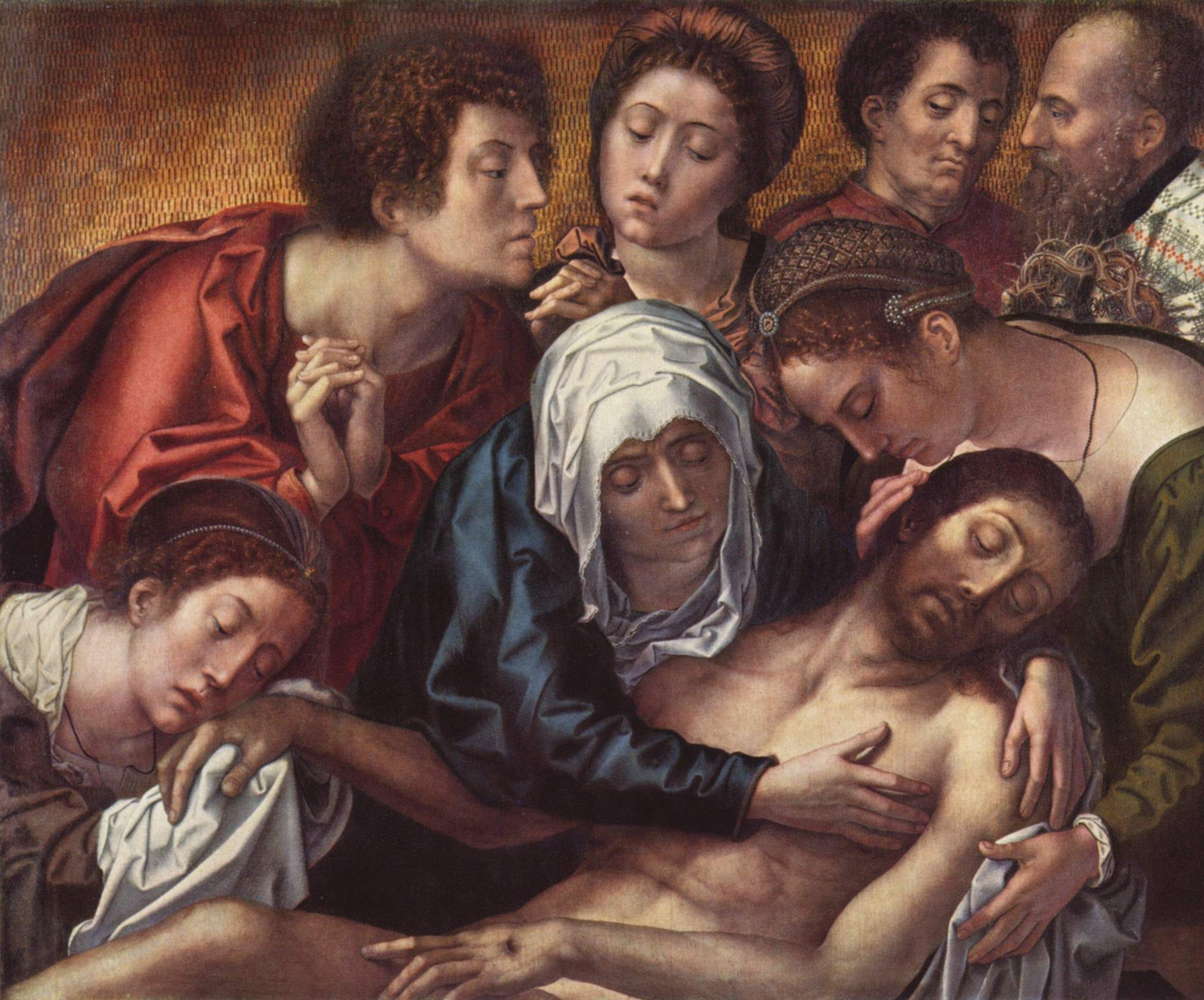
Pietà, en el tríptico Haneton (Museo de Bruselas).

- Tríptico de la corporación de carpinteros y canteros de Bruselas, 1512, también llamado el Retablo del Apóstol; el panel central está en el Museo de Historia del Arte de Viena, los laterales en los Museos reales de Bellas Artes de Bélgica, Bruselas.
- Predicación de San Ambrosio, 1515-1520, Alte Pinakothek, Múnich
- Tríptico de la Virtud de la Paciencia, Museos reales de Bellas Artes de Bélgica, también llamado Retablo de Job, 1521
- Tríptico para la hermandad de la Santa Cruz, en una capilla de la iglesia de Santa Walburga en Veurne, 1522; el panel izquierdo está en los Reales Museos de Bellas Artes de Bélgica, Bruselas. El panel de la derecha está en la Galería Sabauda de Turín.
- Sagrada Familia y ángel con corona, 1522. La cabeza de san José se solía atribuir a Durero. Museo del Prado, Madrid.
- Tríptico Haneton, llamado así por ser un encargo de Philippe Haneton, primer secretario del Consejo Secreto de Carlos V. Museo Real de Bellas Artes, Bruselas.
- Tríptico del Juicio Final, Museo Real de Bellas Artes, Amberes, 1525.
- Retablo del Calvario, en la iglesia de Nuestra Señora de Brujas, 1534
- Virgen con Niño y San Juanito, Museo del Prado, Madrid[4]
- Retrato de Carlos V, primera mitad del siglo XVI, Museo del Louvre, París
- Retrato de Margarita de Austria, primera mitad del siglo XVI, Museos Reales de Bellas Artes, Bruselas.
- La Virgen de Lovaina. primera mitad del siglo XVI, Museo del Prado, Madrid.[5]
- La Virgen de la Leche, hacia 1520, Museo del Prado, Madrid.[6]
- El descanso de la huida a Egipto, hacia 1515, Museo Thyssen-Bornemisza, Madrid.[7]
- La Virgen de la Leche, primera mitad del siglo XVI, Museo de Cádiz, Cádiz.
- San Jerónimo Penitente, primera mitad del siglo XVI, Museo de Cádiz, Cádiz. (atribución).[8]
- Retrato de un caballero, antes de 1518, Museo Lázaro Galdiano, Madrid. (atribución).[9]
- Tríptico de la Adoración de los Reyes Magos, iglesia de San Pablo, Baeza. (atribución).

Tapices de la batalla de Pavía
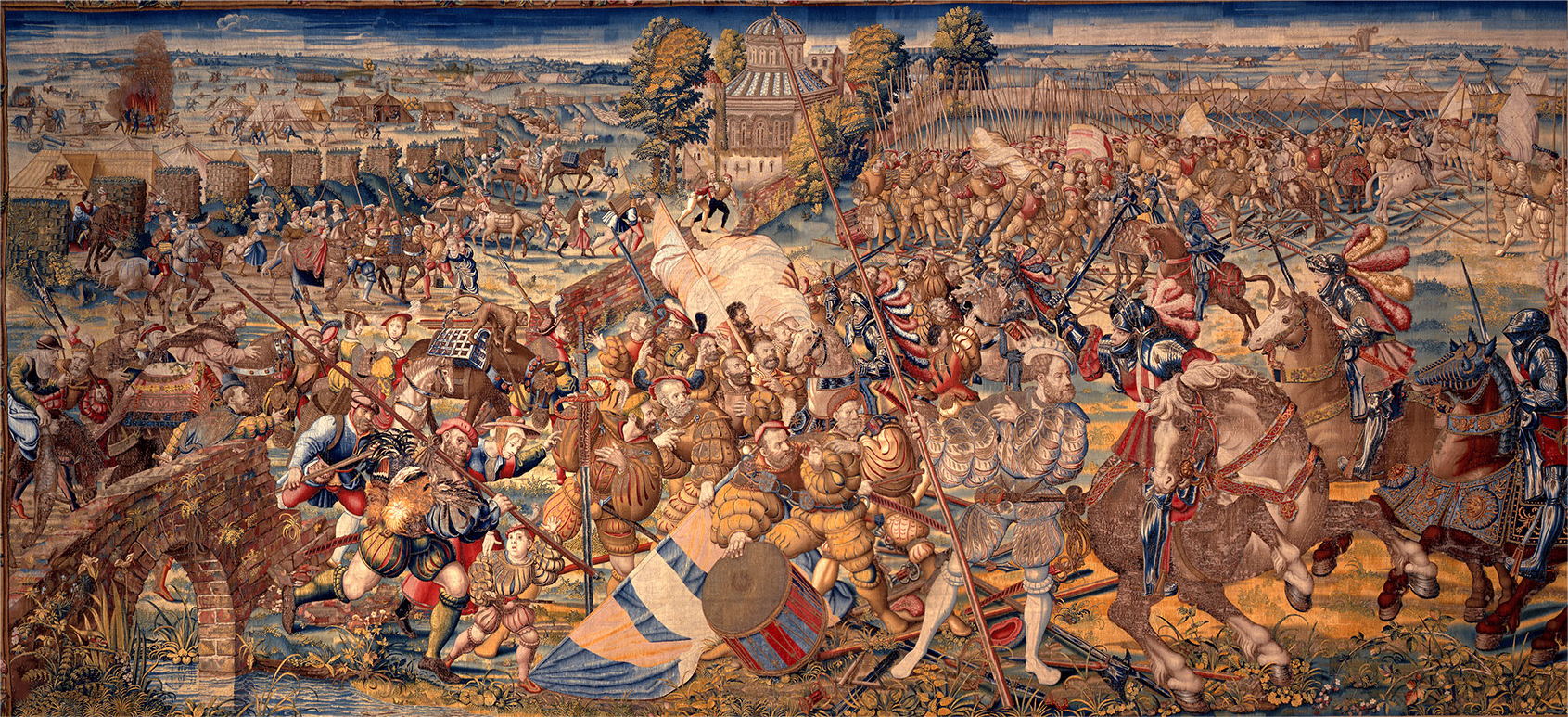
1
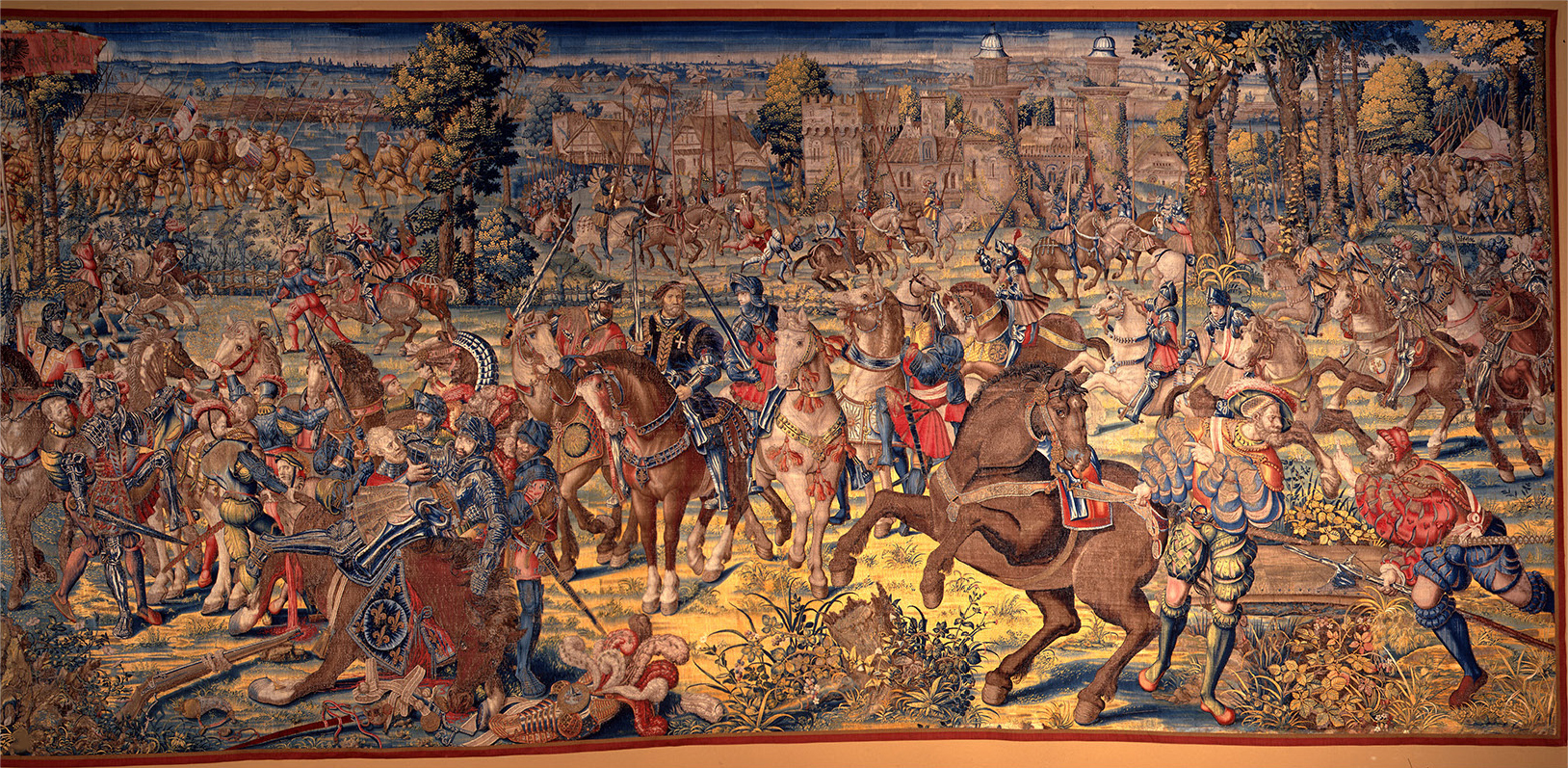
2
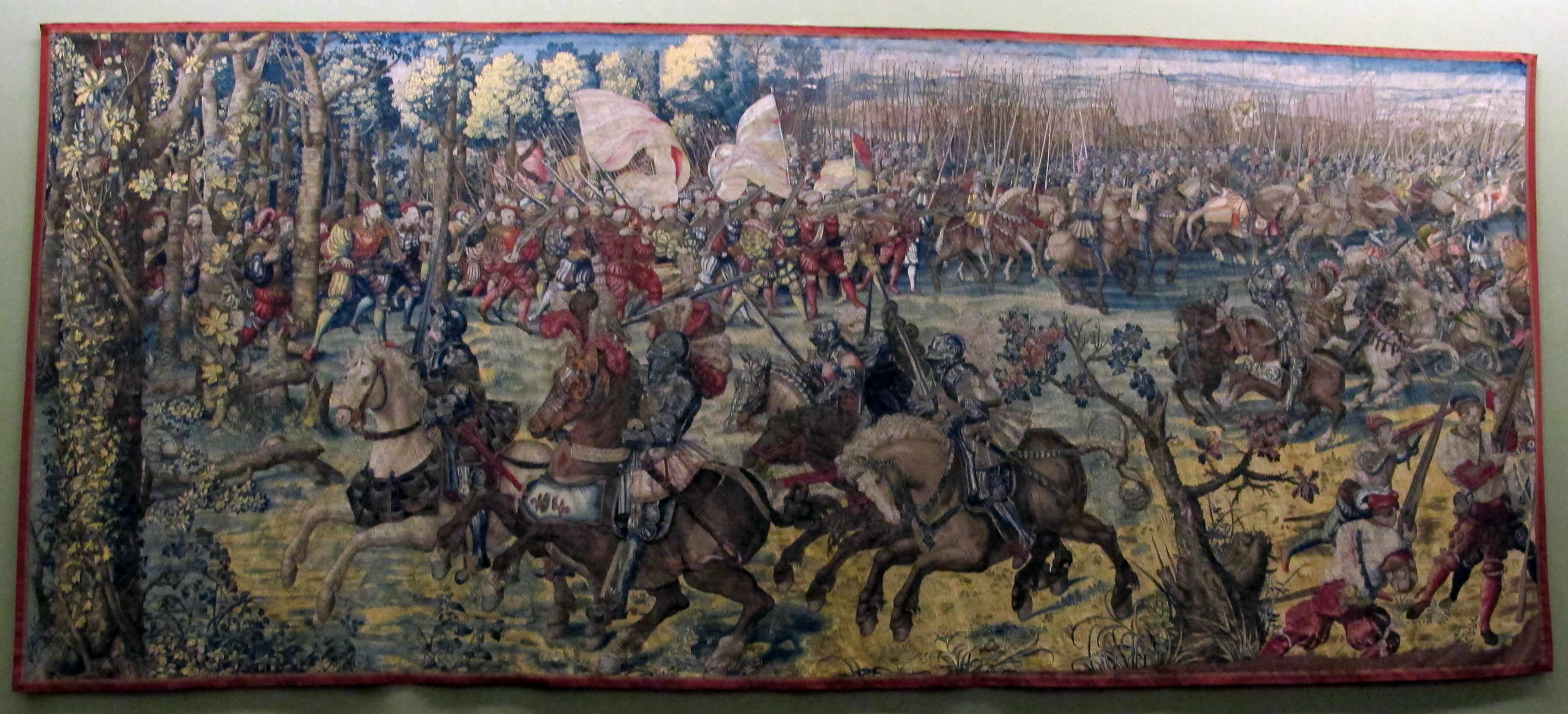
3
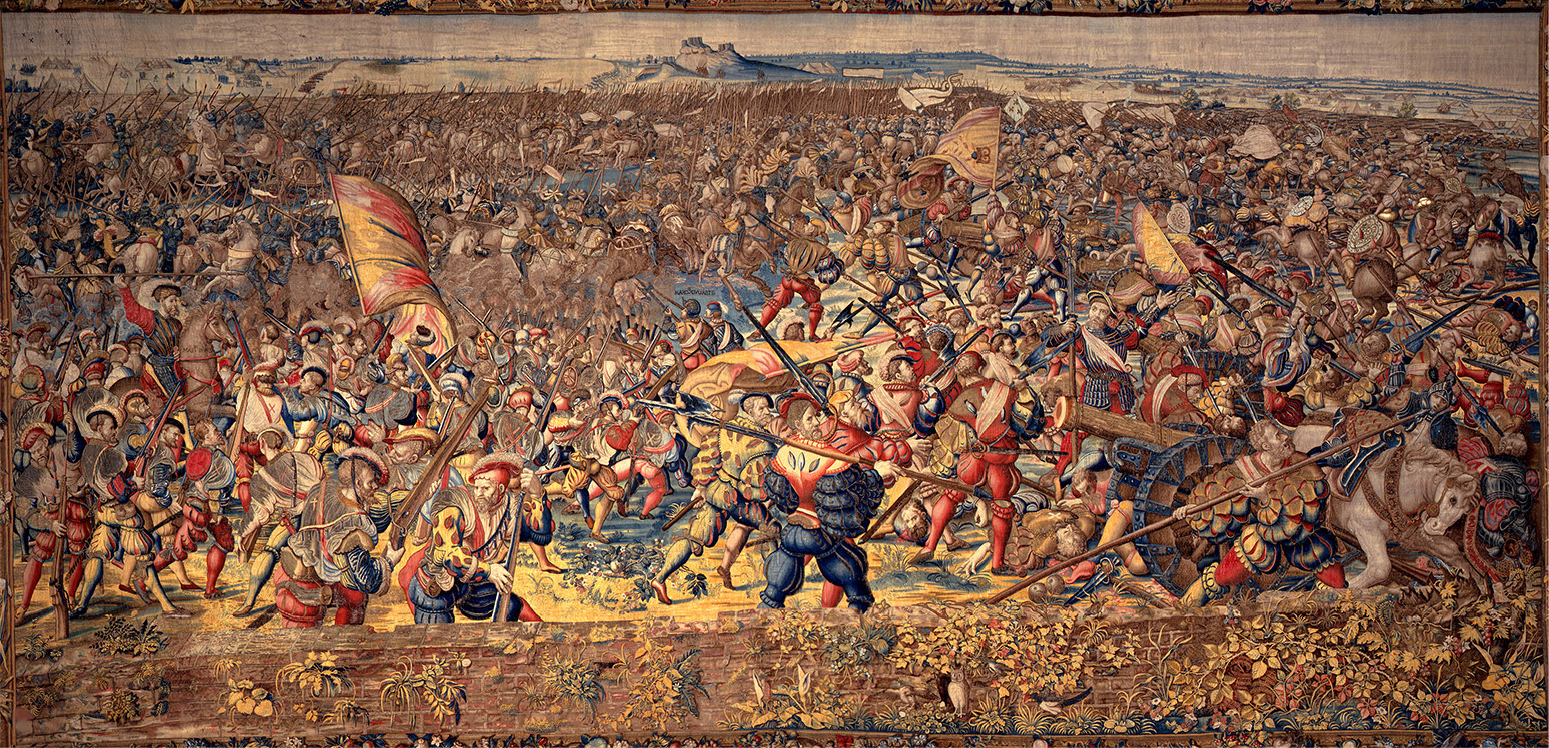
4
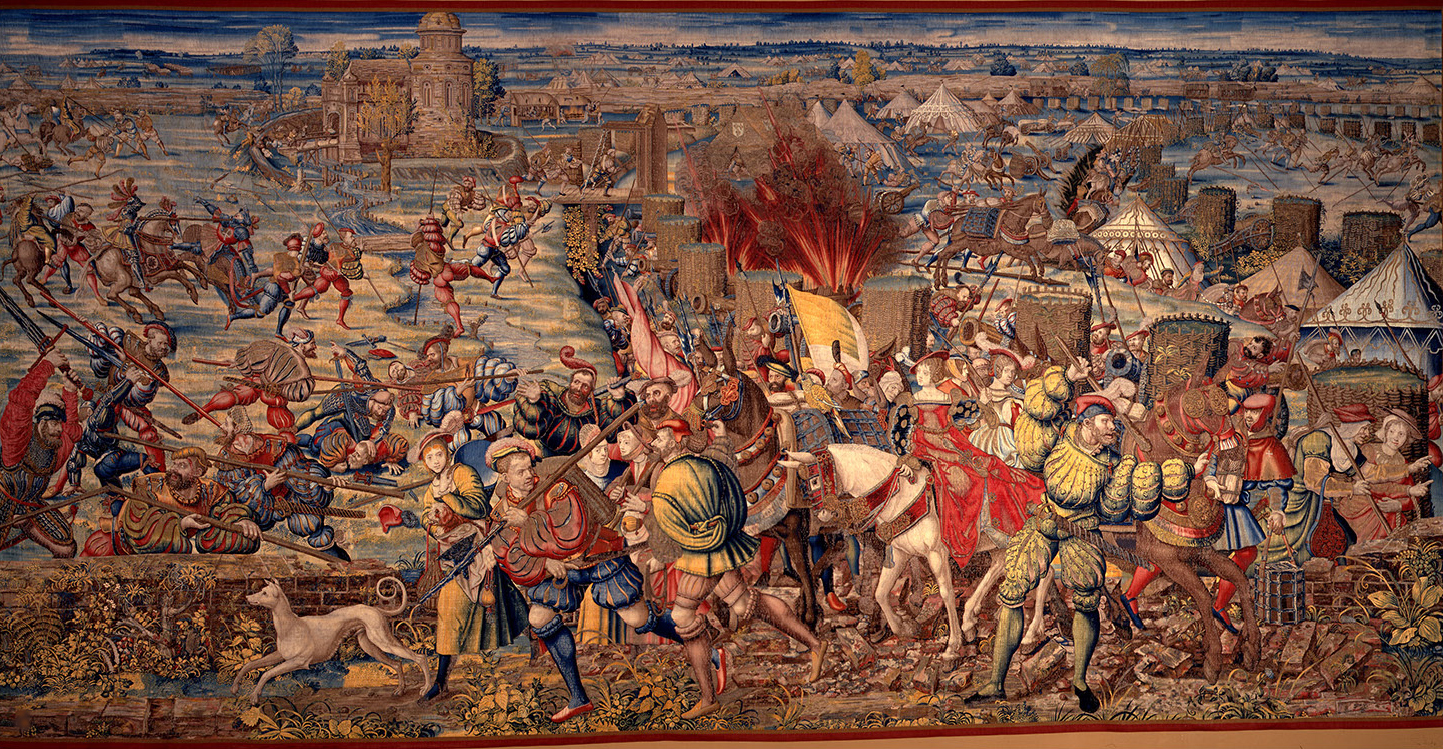
5
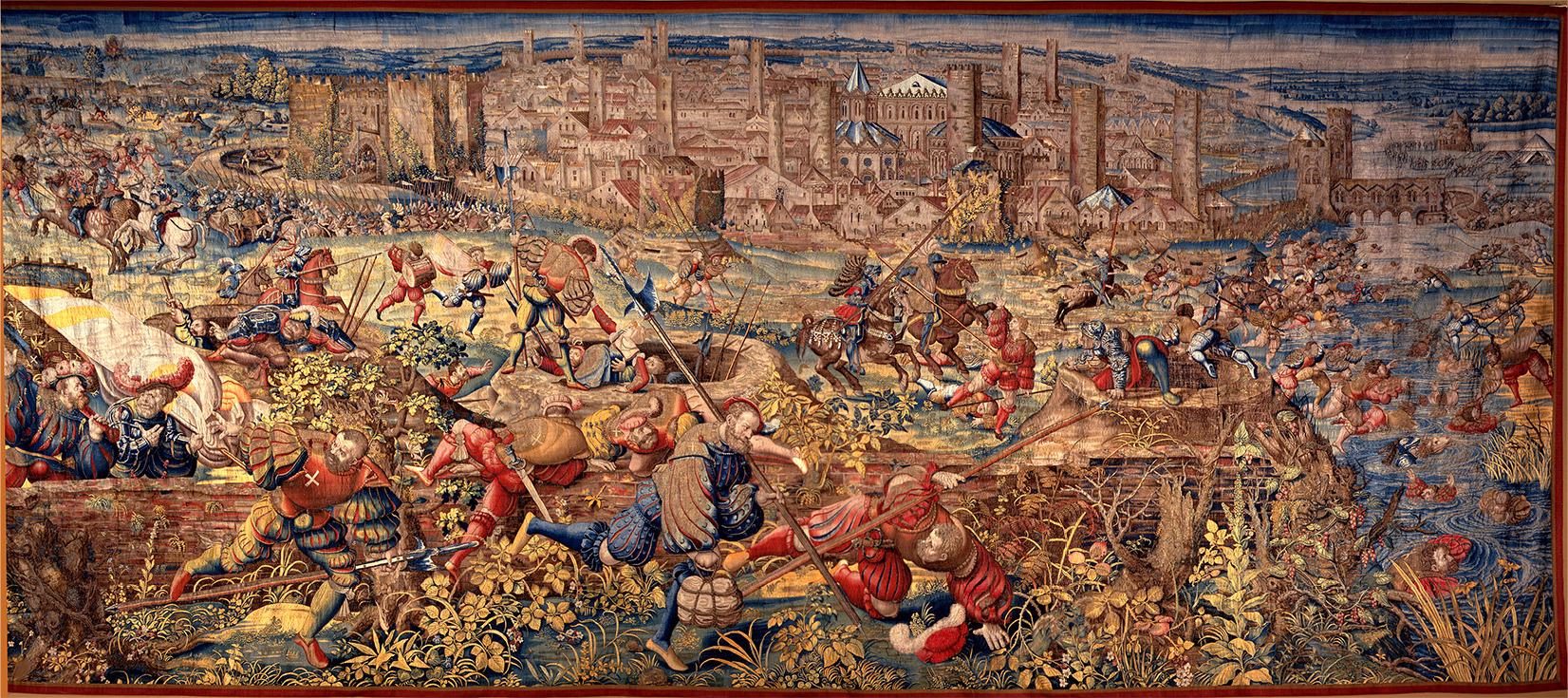
6
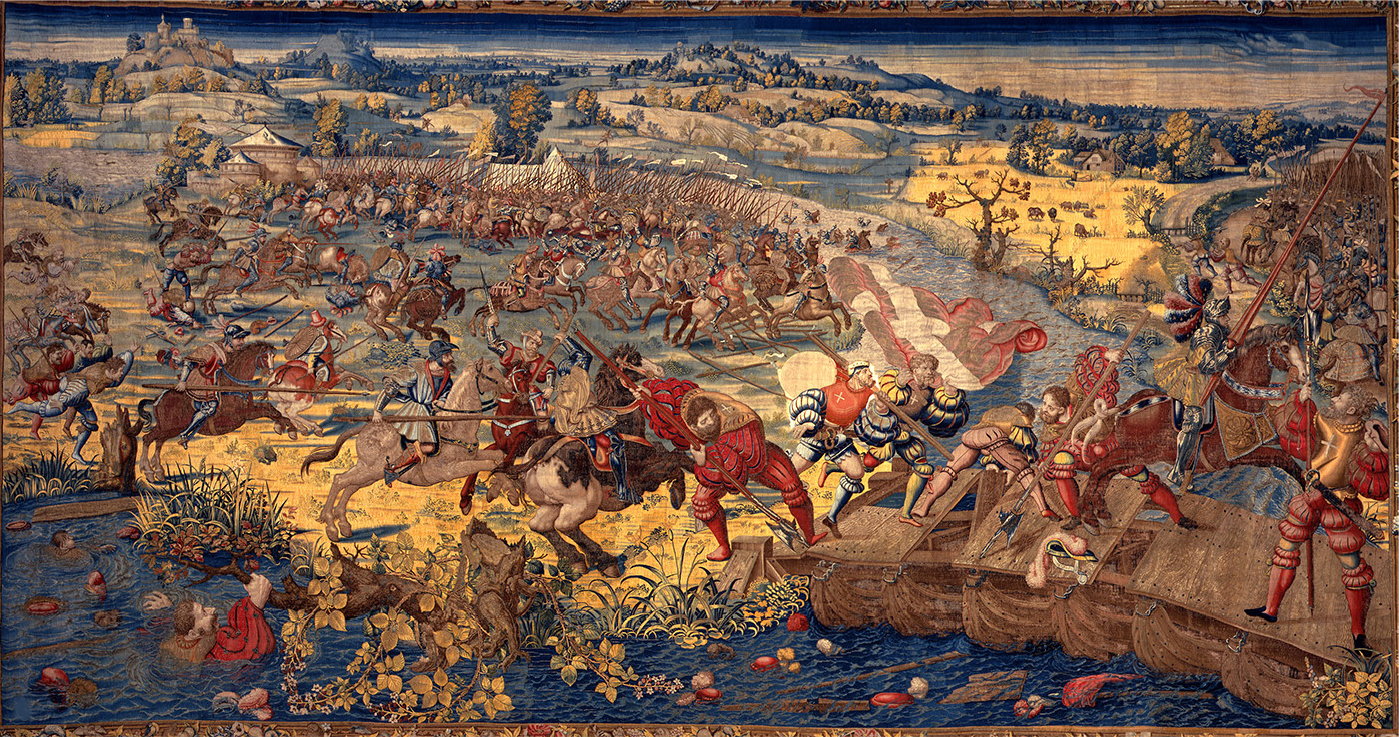
7